# انفجار (فیلم ۱۹۷۳)
انفجار (رومانیایی: Explozia) یک فیلم است که در سال ۱۹۷۳ منتشر شد. از بازیگران آن می‌توان به دراگا اولتانو ماتئی، گورگه دینیکا، توما کارجیو، دِم رادولسکو و ژان کنستانتین اشاره کرد.